# Cephalozia denudata
Cephalozia denudata là một loài rêu tản trong họ Cephaloziaceae. Loài này được (Mart.) Spruce miêu tả khoa học lần đầu tiên năm 1882.